# Thermocyclops microspinulosus
Thermocyclops microspinulosus – gatunek widłonoga z rodziny Cyclopidae. Nazwa naukowa tego gatunku skorupiaków została opublikowana w 1942 roku przez szwedzkiego zoologa Knuta Lindberga.